# Blinder See Kanzach
Das Naturschutzgebiet Blinder See Kanzach liegt auf den Gebieten der Gemeinde Kanzach und der Stadt Riedlingen (Gemarkung Neufra) im Landkreis Biberach. Es handelt sich um ein abgetorftes Zwischenmoor mit einem Torfstichsee im Dürmentinger Wald. Das Gebiet ist Bestandteil des FFH-Gebiets Federsee und Blinder See bei Kanzach.

## Geschichte
Das Schutzgebiet wurde am 1. März 1989 unter Schutz gestellt. Der „Blinde See“ entstand in den 1920er Jahren nach der künstlichen Grundwasserabsenkung des Federsees durch Torfabbau, inzwischen ist er jedoch wieder mit einer Schwingrasendecke überzogen, sodass nur noch ein kleiner Teil des damaligen „Torfstichsees“ sichtbar ist.

## Flora und Fauna
Der Blinde See bei Kanzach hat insbesondere für die Artengruppe der Libellen eine herausragende Bedeutung. Unter anderem lebt hier die nach der FFH-Richtlinie geschützte Große Moosjungfer.